# Arachnospila kurzenkoi
Arachnospila kurzenkoi (лат.) — вид дорожных ос рода Arachnospila (Pompilidae). Сибирь (Россия).

## Этимология
Видовое название дано в честь советского гименоптеролога Николая Владимировича Курзенко (Владивосток).

## Описание
Среднего размера красно-чёрная дорожная оса. Длина 5—8 мм. Тело и ноги чёрные. Мандибулы бледно-коричневые медиально и темно-коричневые апикально; тергит Т1 (кроме базальной части), Т2 и базальная часть Т3 ржаво-красные. Самец этого вида легко отличается от других самцов видовой группы Arachnospila (Ammosphex) abnormis (гипопигий вентро-преапиально с пучком длинных прямых волосков медиально) наличием гипопигия с двумя рядами мягких волосков (не щетинок) базово-латерально. Самка этого вида сходна с самкой Arachnospila (Ammosphex) yasumatsui Wolf and Móczár, 1972 по латеральной поверхности проподеума без длинных прямых волосков и по очень короткой передней стороне 3r-m ячейки переднего крыла (иногда 3r-m ячейка стеблевидная), но отличается тем, что апикальный шип первого протарзомера 0,5—0,6 × длины второго протарзомера (0,7—0,8 × у A. yasumatsui).

## Распространение и экология
Этот вид встречается Сибири (Россия): Забайкальский край, Бурятия, Иркутская область. Населяет степные биотопы.